# 最后的七个
《最后的七个》，是2009年英国上映的一部电影，由Alex Rodríguez执导、Simon Phillips等人主演，该电影主要讲述的是世界末日后的七个人想尽各种办法活下去的故事，该作在烂番茄的评价并不高。

## 剧情简介
在世界末日之后，有七个人聚在了一起，他们思索灾难发生的原因，以及想办法活下去。

## 演員
- Danny Dyer
- Tamer Hassan
- Simon Phillips
- Ronan Vibert
- Sebastian Street
- Daisy Head
- Rita Ramnani
- John Mawson